# Hugues-Bernard Maret
Pour les autres membres de la famille, voir Famille Maret de Bassano.
Pour les articles homonymes, voir Maret, Bassano et Duc de Bassano.
 (juillet 2023).
Si vous disposez d'ouvrages ou d'articles de référence ou si vous connaissez des sites web de qualité traitant du thème abordé ici, merci de compléter l'article en donnant les références utiles à sa vérifiabilité et en les liant à la section « Notes et références ».
Hugues-Bernard Maret, duc de Bassano, né le 22 juillet 1763 à Dijon et mort le 13 mai 1839 à Paris, est un homme d'État et diplomate français, pair de France, membre de l'Académie française et de l'Académie des sciences morales et politiques.

## Famille

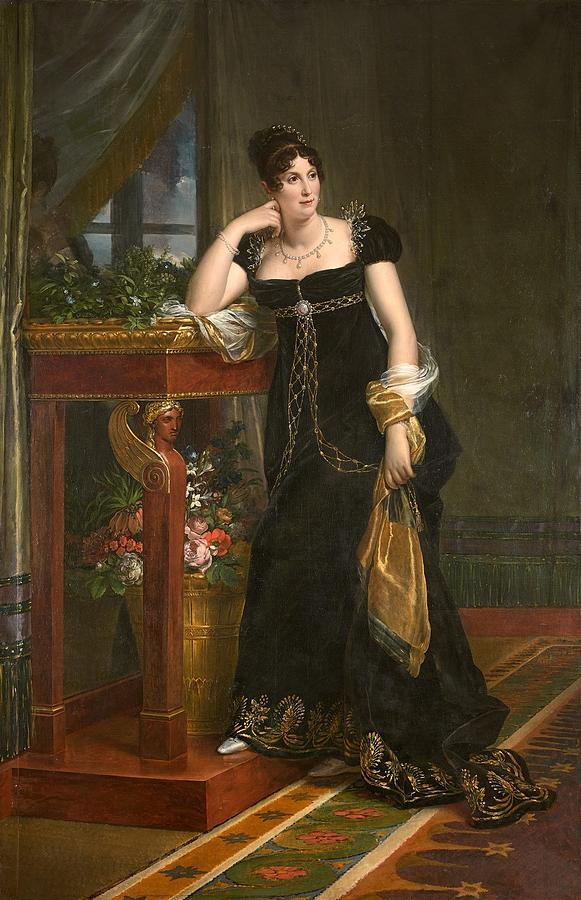
Marie Madeleine Maret, née Lejéas, peinte par François Gérard.

Il est le fils d'Hugues Maret, médecin dont la famille est établie depuis longtemps à Dijon. Son frère aîné est Jean Philibert, ingénieur des ponts et chaussées.
Hugues-Bernard épouse, le 21 mai 1801 à Dijon, Marie Madeleine Lejéas (26 mars 1780 - 21 mars 1827), fille de Martin Lejéas-Carpentier (maire de Dijon), sœur d'Antoine Martin comte Lejéas (directeur des contributions), dame du palais des impératrices Joséphine (1804-1810) et Marie-Louise (1810-1814). Le couple a cinq enfants, dont :
- Napoléon Maret de Bassano (1803[1]-1898), grand chambellan de l'empereur Napoléon III ;
- Eugène, dit le comte (ou le marquis) de Bassano[1] (1806-1889) ;
- Marie Louise (1810-1845) ;
- Hortense Eugénie Claire (1812-1882).

## Biographie
Hugues-Bernard est avocat au parlement de Bourgogne, puis s'installe à Paris en 1788.
Fasciné par les événements du début de la Révolution, il suit avec attention les débats de l'Assemblée constituante, dont il publie, avec son confrère Étienne Mejan, un résumé objectif sous le nom de Bulletin de l'Assemblée qui est inséré dans Le Moniteur universel. Jacobin, il est l'un des fondateurs du Club des feuillants. Protégé par Pierre Henri Hélène Tondu, dit Lebrun-Tondu, alors ministre des Affaires étrangères, il est envoyé en mission à Londres. En juillet 1793, il est nommé ambassadeur à Naples.

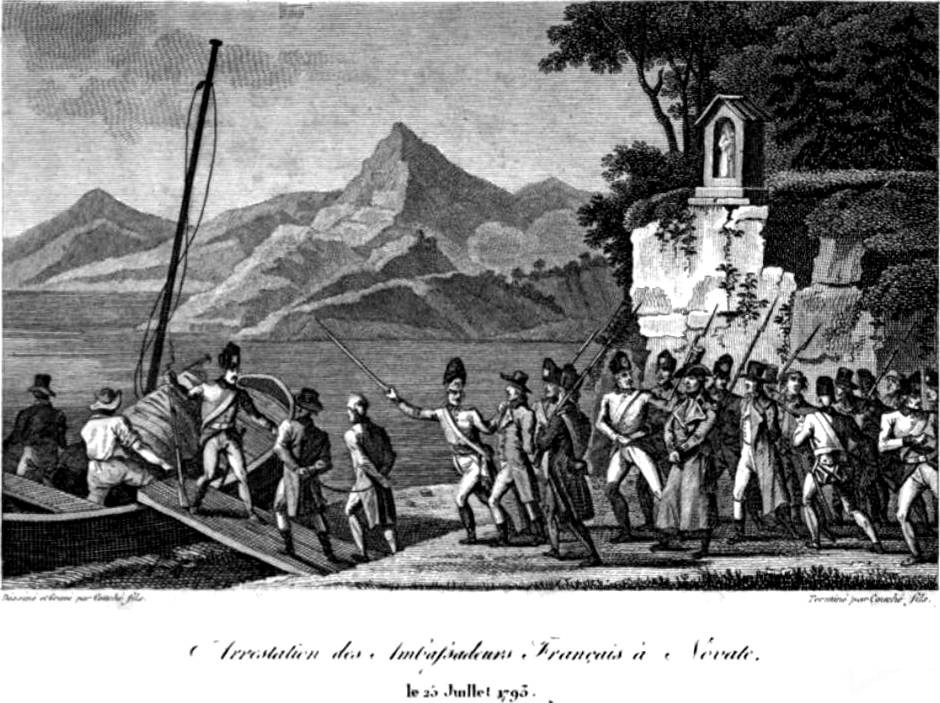
Arrestation des ambassadeurs français à Novate (Le Jeune & Couché fils).

En traversant le Piémont pour se rendre à Naples, il est fait prisonnier à Novate Mezzola par les Autrichiens en même temps que Charles-Louis Huguet de Sémonville. Il est libéré après une captivité très éprouvante. En 1795, ils sont échangés contre Marie-Thérèse de France, fille de Louis XVI. Négociateur à Lille avec la Grande-Bretagne, il est mis l'écart jusqu'au retour d'Égypte de Napoléon Bonaparte.
Nommé secrétaire d'État en 1799, sa tâche s'alourdit en 1802 de celle de chef de cabinet du Premier consul, celui-ci ayant rapidement apprécié l'intelligence, la discrétion et surtout la phénoménale puissance de travail de ce collaborateur.
Chaque semaine, Maret doit prendre connaissance des rapports des ministres et en faire un compte-rendu verbal, en tête à tête, au Premier consul. Il assiste à tous les conseils, reçoit les minutes des décrets, signées de Bonaparte, et les transmet aux ministres pour exécution. Tous les rapports de haute police lui sont adressés ainsi qu'un compte-rendu, heure par heure, de jour comme de nuit, de tout ce qu'il se passe à Paris. Après une analyse succincte par ses services, il les fait suivre au cabinet du chef d'État.

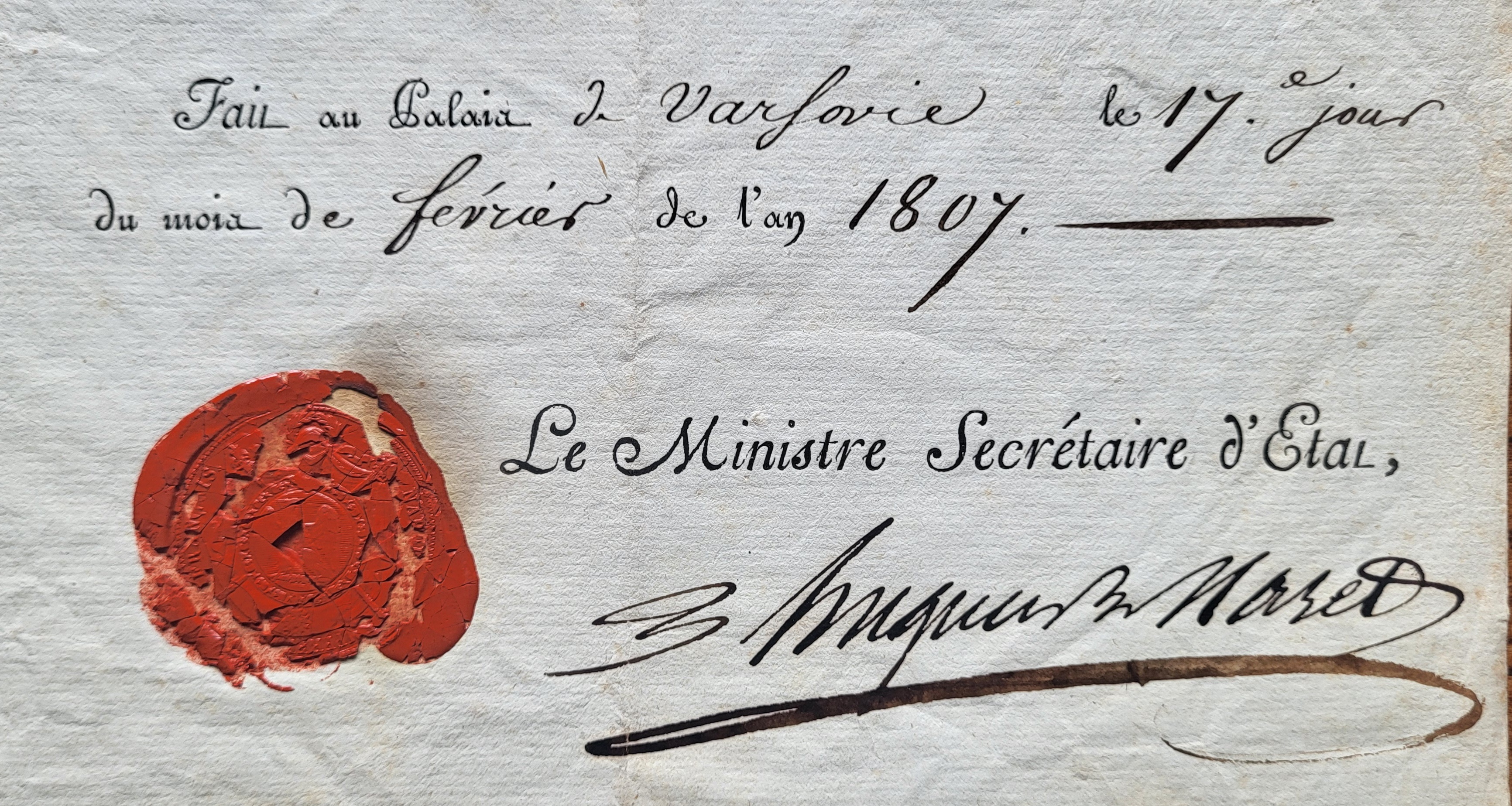
Signature de H.B.Maret en tant que Ministre secrétaire d'Etat sur un laisser passer établi au nom de Napoléon empereur des Français et Roi d'Italie

La proclamation de l'Empire ne change rien à ses attributions. Il accompagne l'empereur partout, dans ses voyages comme dans ses campagnes militaires et les capitales conquises, se voyant à chaque fois confier des tâches importantes. En 1805, il participe à la négociation du traité avec l'Autriche. En 1806, il organise le gouvernement polonais. En 1808, il conduit les travaux de la junte de Bayonne. Plus tard, il rédige les constitutions du Portugal, de la Hollande et de la Westphalie. Napoléon Ier récompense de tous ses travaux par le titre de duc de Bassano (15 août 1809).
Ses choix en politique étrangère, s'ils ne sont pas toujours heureux, sont fréquemment suivis. C'est ainsi qu'il pousse Napoléon à s'emparer de l'Espagne et qu'il est le principal promoteur de l'alliance autrichienne et donc du mariage entre Napoléon et Marie-Louise. C'est donc très logiquement qu'il est nommé ministre des Relations extérieures en avril 1811. Il n'en suit pas moins Napoléon en Russie mais ne dépasse pas Wilna (l'actuelle Vilnius) où s'installent ses services et d'où il gouverne la Lituanie.
Rentré à Paris au début de 1813, il s'occupe de la mise sur pied de guerre de la garde nationale et de la levée de 350 000 hommes. Point important, à Francfort en novembre 1813, les quatre puissances coalisées proposent officiellement à Napoléon des négociations de paix qui portent notamment sur la restitution des états du Pape, l'intégrité allemande et reconnaît la rive gauche du Rhin comme frontière orientale de la France. Ils ne pensent guère alors aux Bourbons. Le duc de Bassano a sur cette question, qui est malgré tout acceptable, la pire des influences sur Napoléon puisque contre l'avis de la plupart de ses ministres ou proches, dont Talleyrand et Fouché, il induit l'empereur à refuser cette offre en flattant un orgueil contraire aux intérêts de la France. Trois mois plus tard Napoléon veut revenir à cette offre mais les alliés, qui ont gagné du terrain et s'apprêtent à pénétrer en France, refusent jusqu'à l'idée même de négociation. Est ainsi manquée l'occasion d'un traité honorable qui aurait évité la campagne de France avec ses héroïques Marie-Louise et la fin tragique de l'épopée impériale avec son cortège de morts et d'humiliations nationales. Bref, une lourde et désastreuse responsabilité pèse sur le duc. Conscient de sa bévue en raison  de l'opposition persistante de son entourage, fin novembre 13, Napoléon se défait de Maret comme ministre des Affaires étrangères mais le maintient comme secrétaire d'État.
En 1814, Maret reste à Fontainebleau auprès de l'empereur jusqu'à son départ pour l’île d'Elbe.
Durant les Cent-Jours, il retrouve son poste de secrétaire d’État. Après Waterloo, il s'exile en Autriche où il reste jusqu'en 1820.
Le 19 novembre 1831, il fut créé pair de France dans la fournée de trente-six pairs viagers destinée à permettre l'adoption à la Chambre haute du projet de loi abolissant l'hérédité de la pairie. Il fut brièvement Président du Conseil en 1834.
Charles-Maurice de Talleyrand-Périgord disait de lui : « Il n'y a qu'une personne plus bête que M. Maret, c'est le duc de Bassano. »

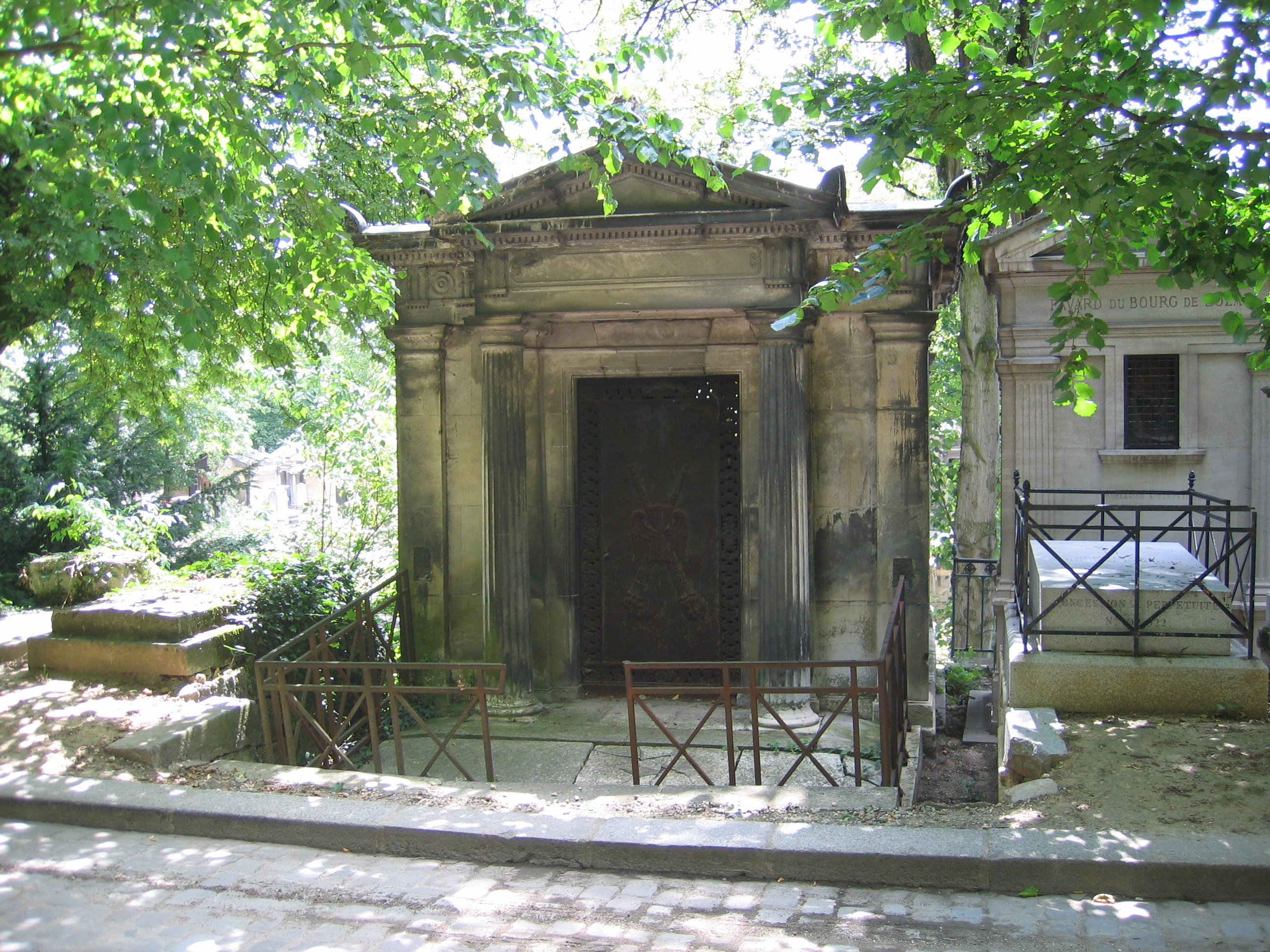
Tombeau du duc et de la duchesse de Bassano à Paris.

Il est élu en 1803 à l'Académie française où il occupe le dixième fauteuil en succédant à Jean-François de Saint-Lambert. En 1816, il est exclu de l'Académie où Joseph-Henri-Joachim Lainé le remplace. En 1829, après son retour en grâce, quand deux académiciens autrefois exclus (Antoine-Vincent Arnault et Charles-Guillaume Étienne) sont réélus membres de l'Académie, François Andrieux propose à Maret de se représenter. Il refuse. Il est cependant élu membre de l'Académie des sciences morales et politiques en 1832.
Il meurt à son domicile 60, rue Saint Lazare (9e arrondissement) ; ses obsèques religieuses sont célébrés en l'église Notre-Dame de Lorette. Marie Madeleine Lejéas, épouse Maret, duchesse de Bassano et Hugues Bernard Maret, duc de Bassano, sont inhumés au cimetière du Père-Lachaise à Paris (division 31).

## Armoiries
Ses armoiries sont : tiercé en pal : d'or, de gueules et d'argent ; coupé de gueules à la main ailée d'or ; écrivant avec une épée d'argent ; au franc quartier des comtes ministres : d'azur à la tête de lion arrachée d'argent ; au chef des ducs de l'Empire : de gueules semé d'étoiles d'argent, brochant. Sur le tout d'argent à la colonne de granit, sommée d'une colonne civique de chêne au naturel, et accostée de deux lions la queue fourchée, affrontés et contre rampants de gueules.
| Image | Blasonnement |
| ----- | --- |
|       | Armes de Hugues-Bernard, comte Maret et de l'Empire (3 mai 1809) De gueules, au dextrochère ailé d'or, écrivant avec une épée d'argent, garnie d'or ; au chef parti de deux traits : 1, des Comtes Ministres ; 2, tiercé en pal d'or, de gueules et d'argent ; 3, d'or, à une tour de sable, accostée de deux lions du même. |
|       | Armes de Hugues-Bernard Maret, duc de Bassano et de l'Empire (15 août 1809) Coupé : un I, tiercé en pal d'or, de gueules et d'argent ; au franc-canton brochant des Comtes Ministres ; au II, de gueules, à une main ailée d'or écrivant avec une épée d'argent ; sur-le-tout d'argent, à la colonne de granit, accostée de deux lions de gueules, la queue fourchée, passée en sautoir et surmontée d'une couronne civique de chêne, au naturel ; au chef des Ducs de l'Empire brochant.                |
|       | Armes de Hugues-Bernard Maret, Pair de France (2 juin 1815 (Cent-Jours), 19 novembre 1831) Coupé : un I, tiercé en pal d'or, de gueules et d'argent ; au franc-canton brochant des Comtes Ministres ; au II, de gueules, à une main ailée d'or écrivant avec une épée d'argent ; sur-le-tout d'argent, à la colonne de granit, accostée de deux lions de gueules, la queue fourchée, passée en sautoir et surmontée d'une couronne civique de chêne, au naturel ; au chef des Ducs de l'Empire brochant. |

La main ailée dans ses armes représente la célérité de son écriture qui a posé les jalons de la sténographie.

## Fonctions
- Ministre plénipotentiaire à Naples (juillet 1793) ;
- Secrétaire d'État (sous le Consulat) ;
- Ministre-secrétaire d'État (1804-1811) ;
- Ministre des Relations extérieures (17 avril 1811 - 19 novembre 1813) ;
- Ministre-secrétaire d'État (1813-1814) ;
- Président du Conseil des ministres (10 novembre 1834 - 18 novembre 1834) ;
- Pair de France (2 juin 1815 (Cent-Jours), 19 novembre 1831).

## Titres
- Comte Maret et de l'Empire (lettres patentes du 3 mai 1809).
- 1er duc de Bassano et de l'Empire (lettres patentes des 15 août et 29 septembre 1809).
- Donataire en Westphalie et Hanovre par lettres du 10 mars 1808 ; donataire en Ost-Frise et sur le Mont-de-Milan le 15 août 1809 ; donataire en Galicie, par lettres du 17 janvier 1810[4].

## Distinctions
Empire français
- Légion d'honneur :
  - (9 vendémiaire an XII : 2 octobre 1803), puis,
  - Grand officier (25 prairial an XII : 14 juin 1804), puis,
  - Grand aigle de la Légion d'honneur (13 pluviôse an XIII : 2 février 1805)),
- Chevalier de l'ordre de la Réunion ;

 Royaume d'Italie
- Chevalier de l'ordre de la Couronne de fer ;

 Royaume de Bavière
- Grand-croix de l'ordre de Saint-Hubert (Bavière) ;

 Royaume de Saxe
- Membre de l'ordre de la Couronne de Saxe ;

 Grand-duché de Bade
- Grand-croix de l'ordre de la Fidélité de Bade ;

 Empire d'Autriche
- Grand-croix de l'ordre de Saint-Étienne de Hongrie ;

 Perse
- Grand-ordre de l'ordre du Lion et du Soleil de Perse ;

 Danemark
- Chevalier de l'ordre de l'éléphant ;

 Royaume de Prusse
- Membre de l'ordre de l'Aigle-Noir ;

 Duché de Wurtemberg
- Membre de l'ordre royal de l'Aigle d'Or.

## Hommage
- Rue de Bassano (Paris)

## Galerie de portraits

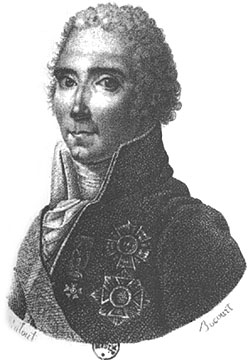
Hugues-Bernard Maret.
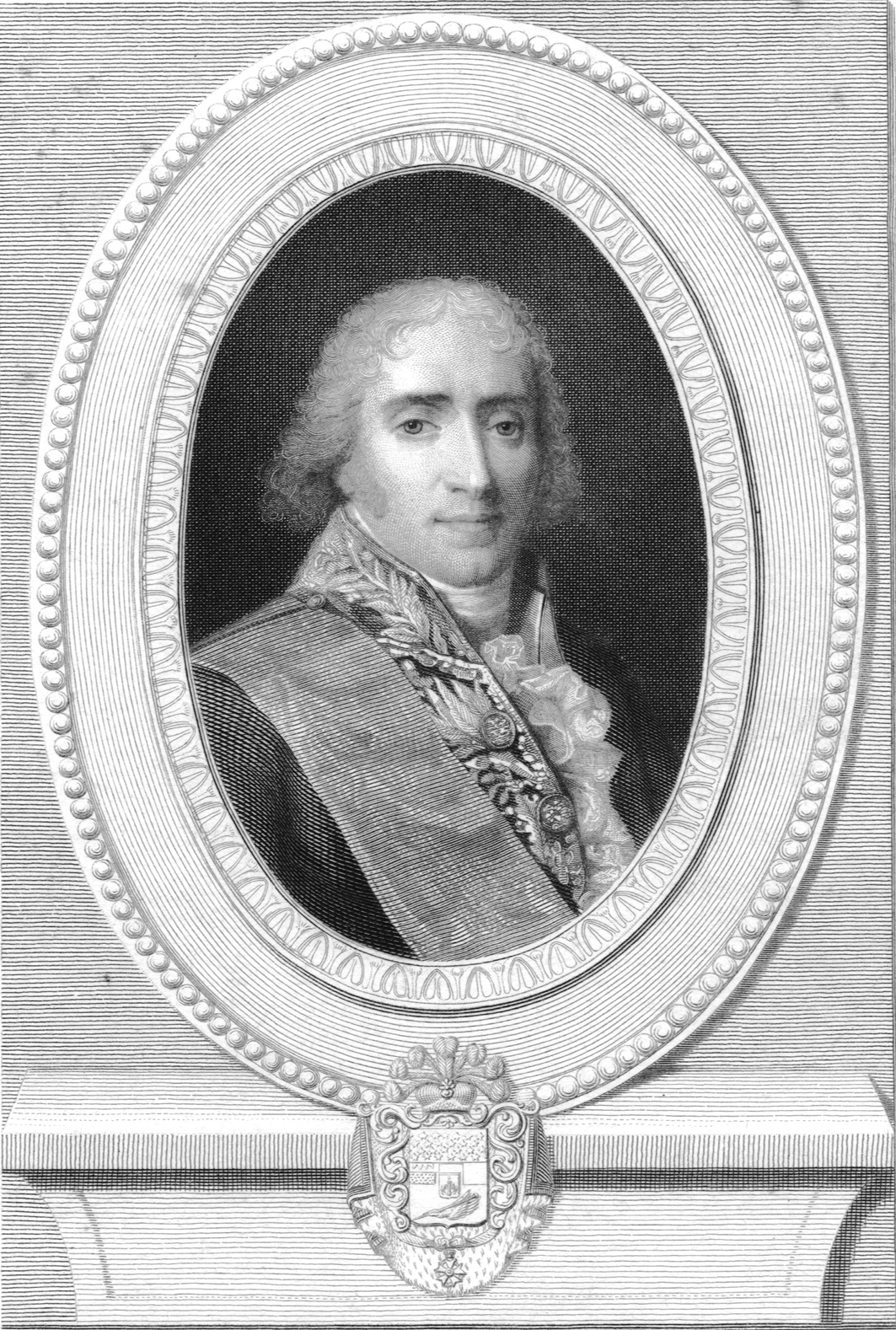
Hugues-Bernard Maret.
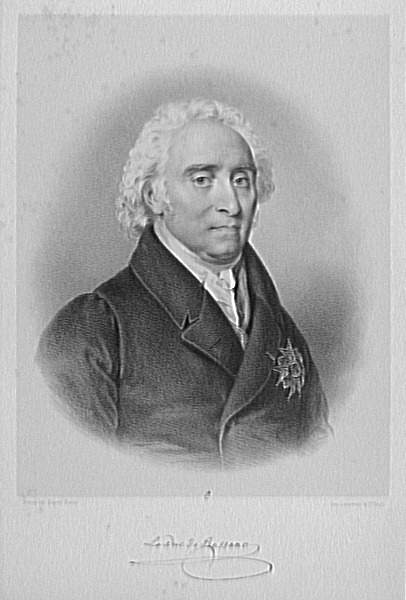
Hugues-Bernard Maret, duc de Bassano (Achille Devéria (1800-1857)).